# Pfarrkirche Leonstein

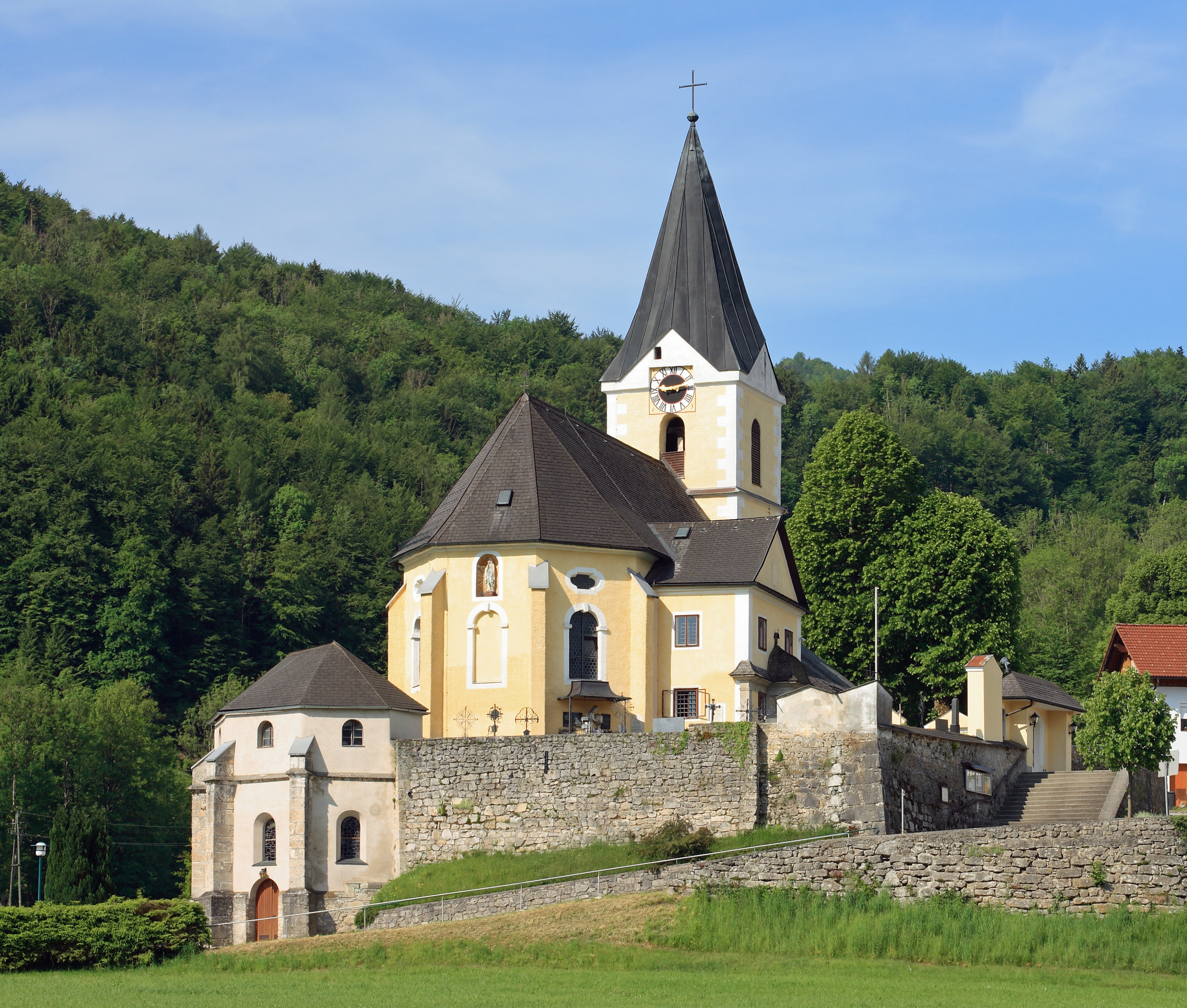
Katholische Pfarrkirche hl. Stephanus in Leonstein

Die römisch-katholische Pfarrkirche Leonstein steht in der Ortschaft Leonstein in der Gemeinde Grünburg im Bezirk Kirchdorf in Oberösterreich. Sie ist dem heiligen Stephanus geweiht und gehört zur Pfarre Steyrtal (ehemals Dekanat Steyrtal) in der Diözese Linz. Das Bauwerk steht unter Denkmalschutz.

## Lagebeschreibung

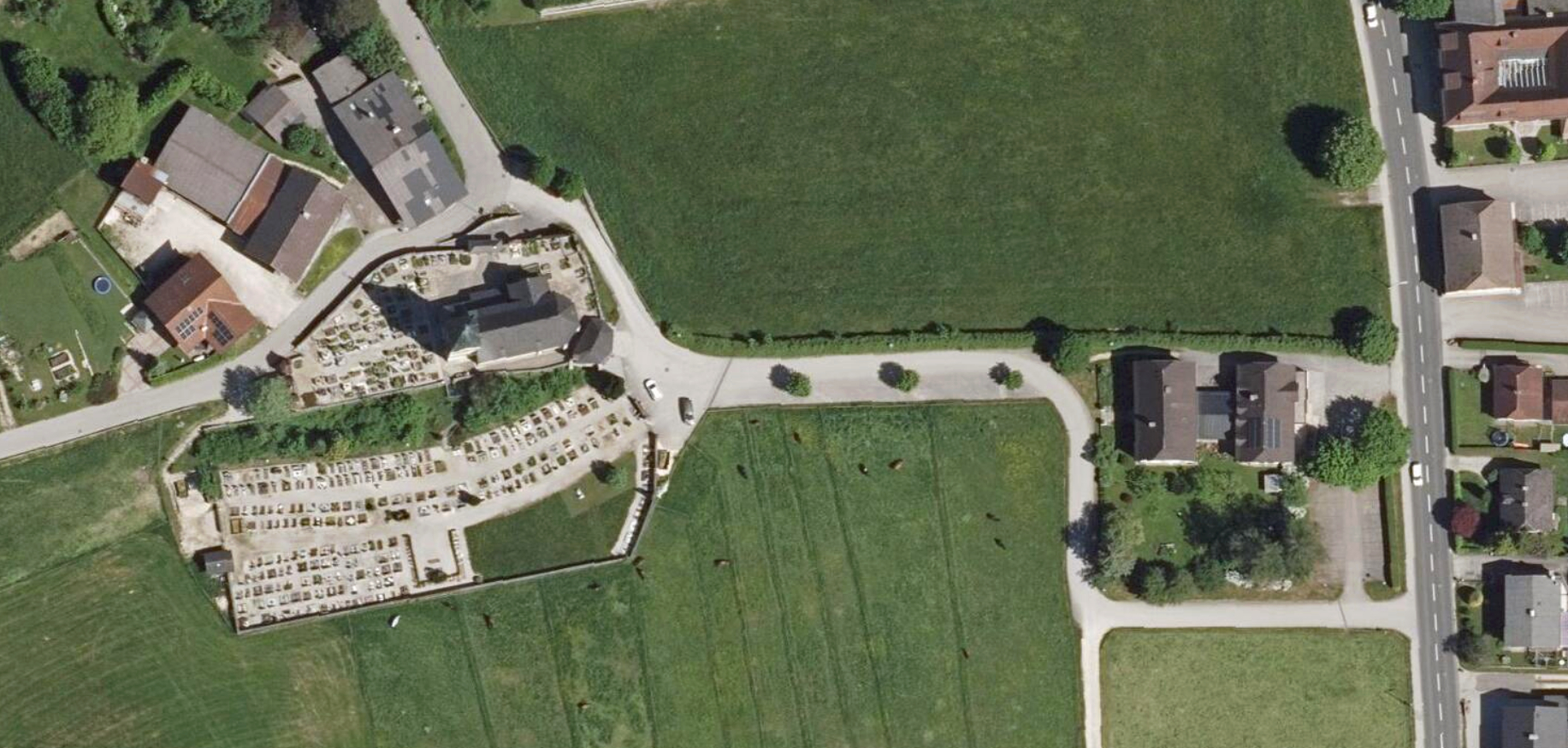
Luftbild mit Pfarrkirche und Friedhof (links) und Pfarrhof (rechts)

Die Kirche steht in einem Friedhof auf einer Anhöhe an der Hambaumstraße 2.

## Geschichte
Die Rohrer, denen die „Veste Leonstein“ gehörte, bauten um 1320 am Fuß des Hambaums eine Kirche, die nur aus urkundlichen Erwähnungen bekannt ist, sowie eine Friedhofskapelle. Der ursprüngliche Name, unter dem die Kirche anlässlich der Pfarrerhebung 1367 erwähnt wurde, ist „Zum heiligen Stephan an der Wienne“. Bis dahin war Leonstein eine Filialkirche von „Syrnicht“ (Sierning). Der Kirchturm mit einer Basis von 6 × 5,5 Metern ist einige Jahrzehnte älter und vermutlich ein ehemaliger Wohn- oder Wehrturm. In der Reformationszeit erbauten die Zelkinger eine zweite Kapelle oberhalb der ersten (fertiggestellt und geweiht 1519) Die alte Kapelle wurde zeitgleich renoviert und ebenfalls neu geweiht. Damals wurde auch der ebene, mit einer hohen Stützmauer abgesicherte Platz um die Pfarrkirche angelegt. Diese bezogen ab 1590 die Protestanten und die untere Kapelle die Katholiken. Pastoren wirkten von 1590 bis 1621, auch wenn die Herrschaft schon früher protestantisch war. Ab 1621 war die Pfarrstelle unbesetzt und ab 1624 wieder katholischer Seelsorgeposten. Der lutherische Freiherr Christoph von Zelking musste im Verlauf der Gegenreformation 1628 auswandern und die Herrschaft ging auf die katholischen Grafen von Salburg über.
Am 31. August 1743 wurde der vergrößerte Kirchenbau erneut geweiht.
Nach den Erweiterungen ist das Kirchenschiff im Inneren 18 Meter lang und 7,5 Meter breit. Das Presbyterium misst in der Länge drei Meter. Nach einer Umgestaltung in den 1960er Jahren befindet sich das ehemalige Hochaltarbild mit dem heiligen Stephanus an der Nordseite neben der Rokoko-Kanzel. Der ehemalige barocke Hochaltar aus der ersten Hälfte des 18. Jahrhunderts (geweiht 1743) wurde bis 1970 entfernt und ein neu angefertigter marmorner Volksaltar aufgestellt. Anstelle des Hochaltarbildes befindet sich im Chor eine barocke Kreuzigungsgruppe mit polychromen Statuen aus der Priethaler Kapelle am Osterbergerberg. Die gotische Leonsteiner Madonna von Mitte des 15. Jahrhunderts an der Südwand (Epistelseite) befindet sich hier seit 1963, damals noch bei einem, heute nicht mehr vorhandenen Marienaltar. Zuvor, seit etwa Mitte des 18. Jahrhunderts, stand sie in einer Nische an der Außenseite der Apsis (Ostseite). Nach dem Pfarrer Mathias Parzer (* 1877, † 1933) fanden noch in den 1920er Jahren am frühen Morgen des Pfingstmontags Prozessionen aus der Nachbargemeinde Molln zu dieser Madonna statt. In die Nische wurde als Ersatz eine Lourdesmadonna von Ludwig Linzinger gestellt. Am Marienaltar befand sich vor der Aufstellung der gotischen Madonna das Leopold Kupelwieser zugeschriebene Gemälde der Maria, Mutter vom guten Rat. Es befindet sich heute (Stand 2023) in der Marienkapelle beim Haupteingang an der Nordseite. Diese Marienkapelle war zuvor eine Grabkapelle, ab 1909 eine Lourdeskapelle, im 20. Jahrhundert aber auch Totenkapelle und Aufbahrungsraum. Die Orgel aus dem 19. Jahrhundert wurde generalsaniert und nach der Entfernung der zweiten Empore auf der verbliebenen Empore als Brüstungsorgel neu aufgestellt. Die letzte Restaurierung der Kirche fand 2015 statt. Die Friedhofskapelle ist heute eine Aufbahrungshalle und in ihrer ursprünglichen Bauart und Größe erhalten.
Durch die Territorialreform der Diözese Linz ist Leonstein seit dem 1. Jänner 2025 Pfarrteilgemeinde der Pfarre Steyrtal mit der Pfarrkirche Sierning.

## Kirchenbau

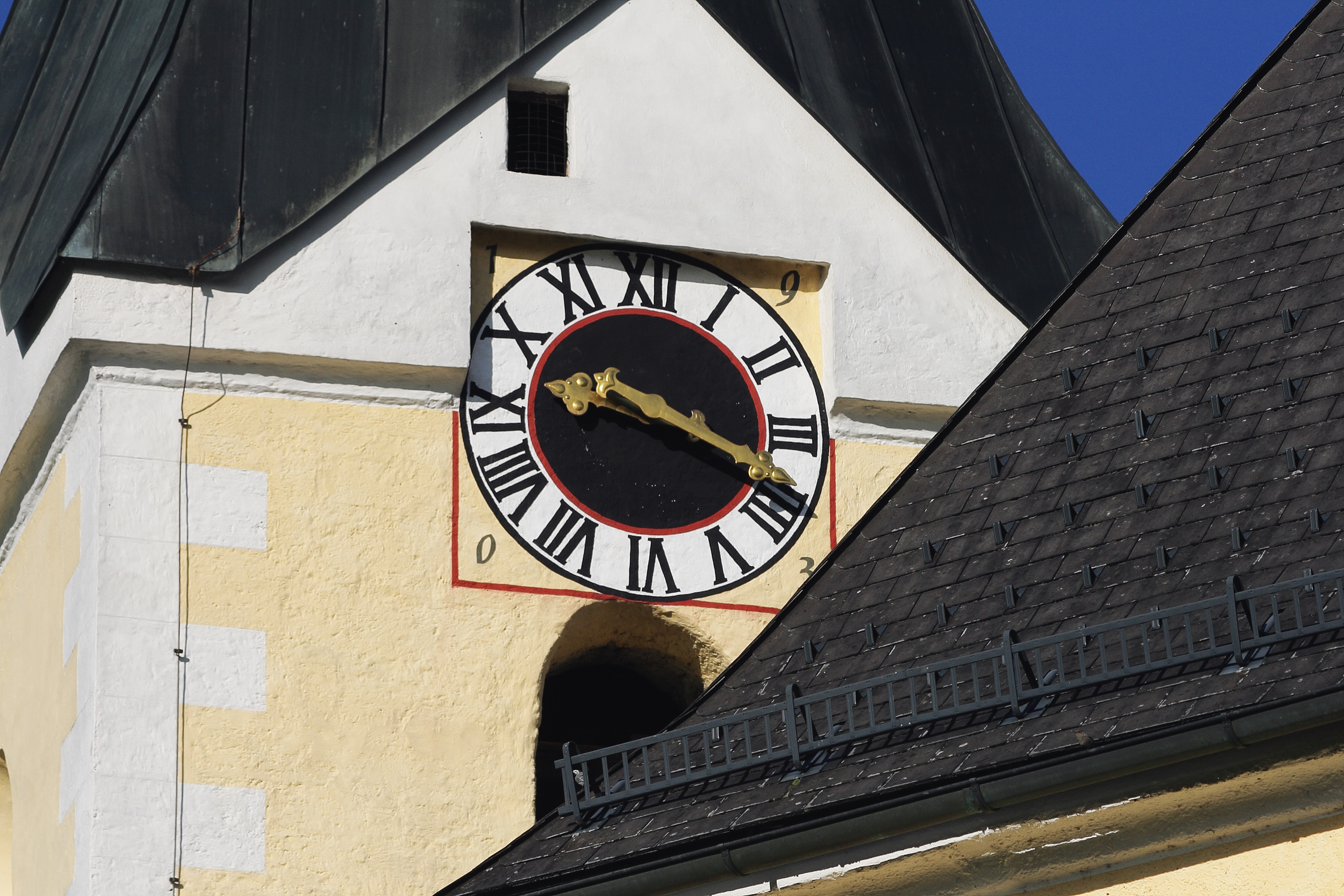
Turmuhr

### Kirchenäußeres
Die Kirche ist ein romanischer Bau, der in späterer Zeit barockisiert wurde. Der 30 Meter hohe Westturm mit einer Basis von 6 × 5,5 Metern wird durch einen achteckigen Pyramidenhelm gedeckt. Auf der Ostseite befindet sich eine Kirchturmuhr mit der Jahreszahl 1903.

### Kircheninneres
Das einschiffige Langhaus ist zweijochig. Darüber ist eine flache Stichkappentonne. Der einjochige Chor endet im 3/8-Schluss. Auch hier ist Stichkappentonnengewölbe. An der Nordseite beim mittleren Eingang (Haupteingang) ist eine Kapelle angebaut.

## Ausstattung
Die Kanzel ist im Stil des Spätrokoko gestaltet. Daneben hängt das ehemalige Hochaltarbild mit dem heiligen Stephanus. An der Altarrückwand befindet sich eine barocke Kreuzigungsgruppe. Die Brüstungsorgel auf der Empore stammt aus dem 19. Jahrhundert, die Kreuzwegbilder entstanden im zweiten Viertel des 18. Jahrhunderts. An der Außenseite des Chorschlusses befindet sich eine gotische Muttergottesstatue von um 1500 und gegenüber an der Nordwand eine ebenfalls gotische Statue des auferstandenen Christus. In der angebauten Marienkapelle beim Haupteingang hängt ein Leopold Kupelwieser zugeschriebenes Marienbild. Diese etwa lebensgroße Darstellung der Mutter vom guten Rat ist eine Kopie des Gnadenbildes Madonna del Buon Consiglio in Genazzano bei Rom.
An der Außenseite zwischen dem Haupteingang und dem Eingang zur Sakristei befindet sich eine Ölberggruppe mit polychromen Statuen des betenden Jesus und der schlafenden Jünger. Die Mauernische befindet sich in etwa 1 Meter Höhe und ist 3 1/4 Meter lang und 1 Meter breit, bzw. tief. Sie ist durch ein Eisengitter abgeschlossen.

### Glocken
Die drei Glocken im Turm stammen aus den Jahren 1920 und 1921. Während des Zweiten Weltkriegs wurden sie zur Metallbeschaffung beschlagnahmt, aber nach Kriegsende vollständig rückgestellt. Die neuerliche Feier war am 3. Oktober 1948.

## Friedhof und weiteres Umfeld
Der Friedhof befindet sich auf der Anhöhe rund um die Kirche und südlich am Fuß der Anhöhe. Beim östlichen Eingang des unteren Friedhofs liegt die Aufbahrungshalle, die auch in den oberen Friedhof hineinragt. Beim Tor des oberen Friedhofs befindet sich ein Denkmal für Georg Matthäus Vischer. Es wurde am 13. März 2019 geweiht. Vischer war von 1666 bis 1668 Pfarrer in Leonstein. Die Franziskus-Skulptur an der Rückseite der Priestergräber, stammt vom Holzkünstler Manfred Fürschuß. Sie wurde aus dem ursprünglich drei Meter hohen Stammrest eines 2014 gefällten, ungefähr 150 Jahre alten Lindenbaumes, herausgearbeitet. Der Stammrest wurde 2023 entfernt und die Skulptur befindet sich seitdem in reduzierter Form neben dem ehemaligen Standort.

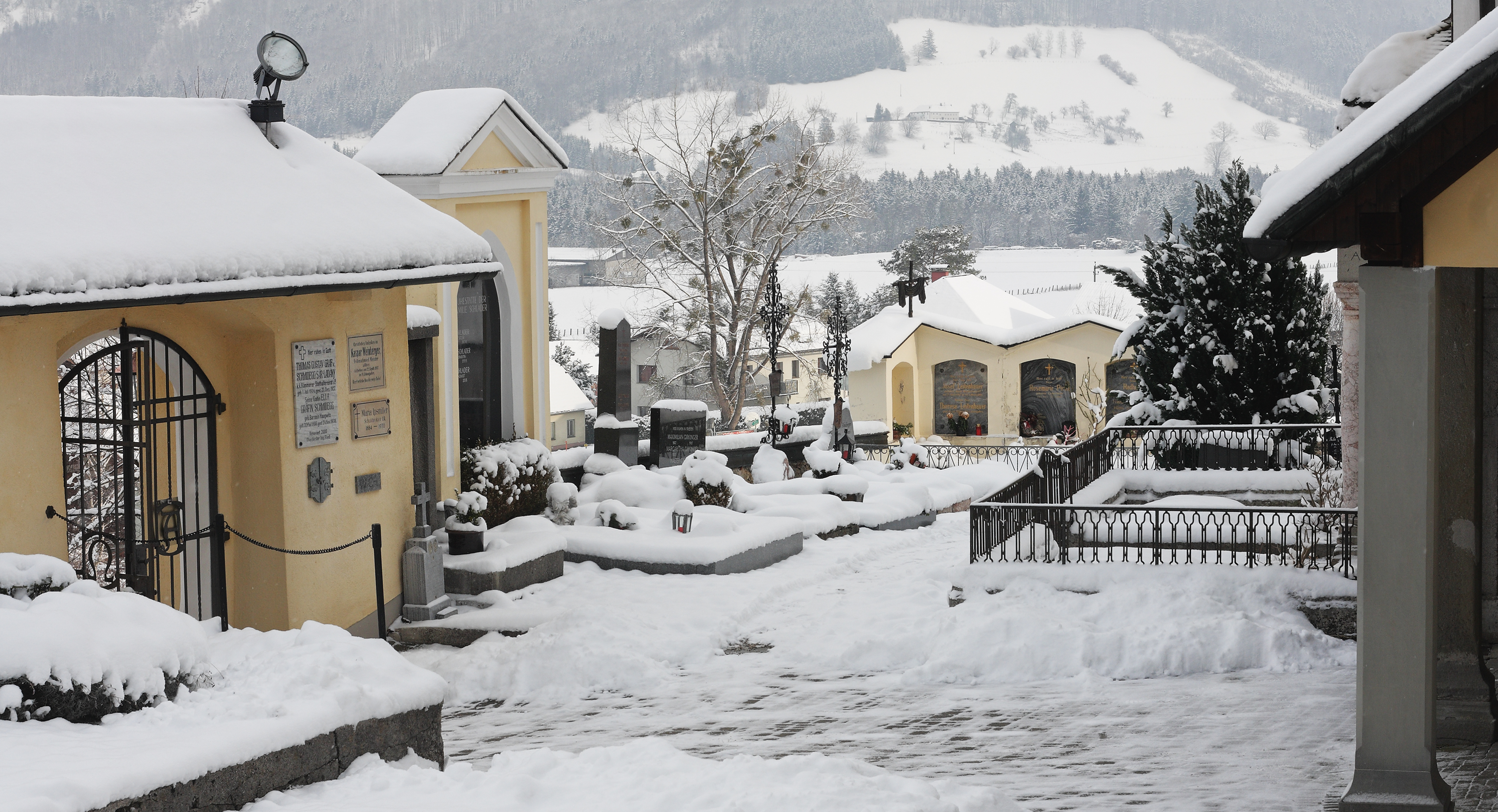
Der obere Friedhof mit dem Portal
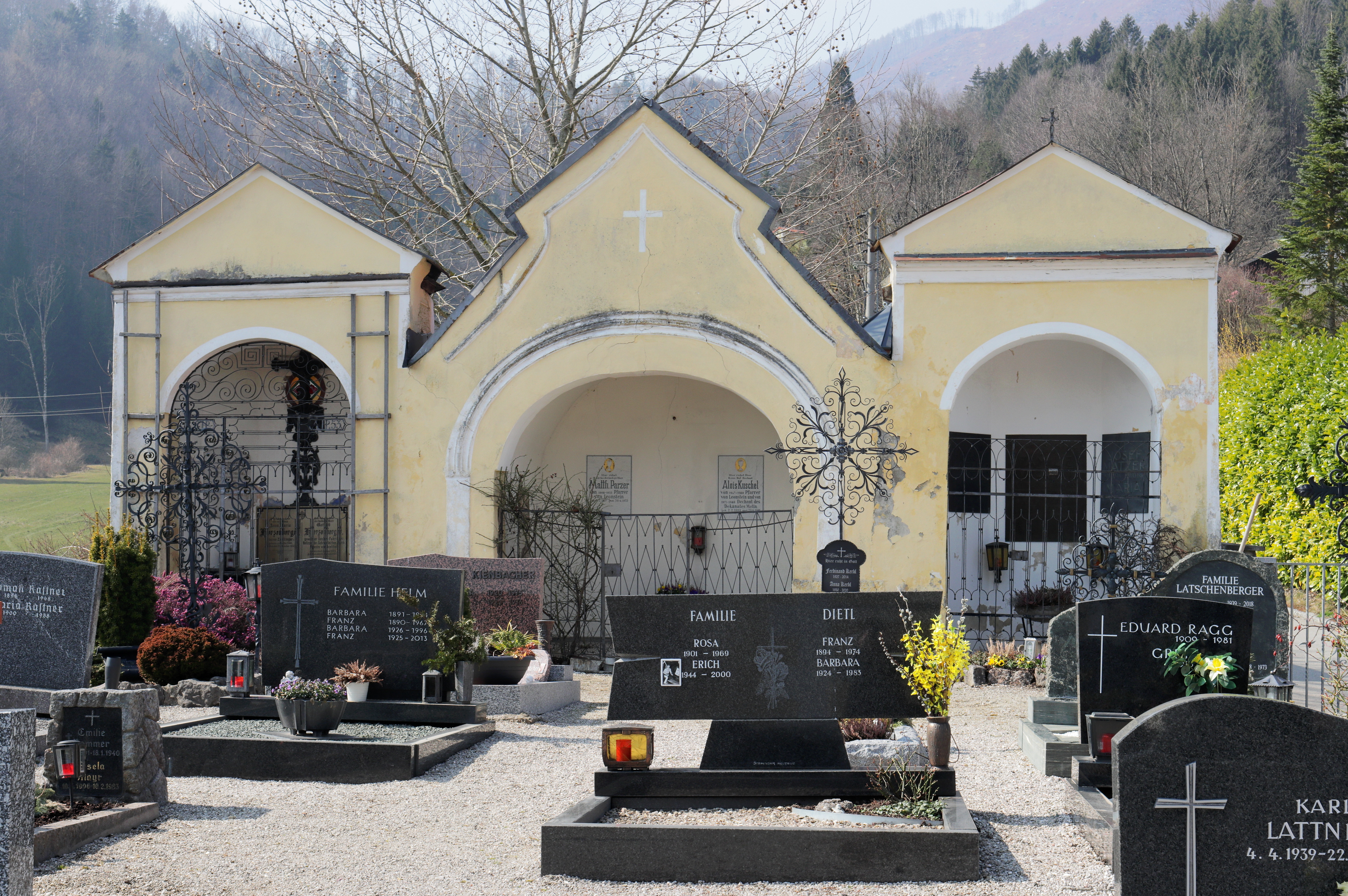
Priestergräber am oberen Friedhof
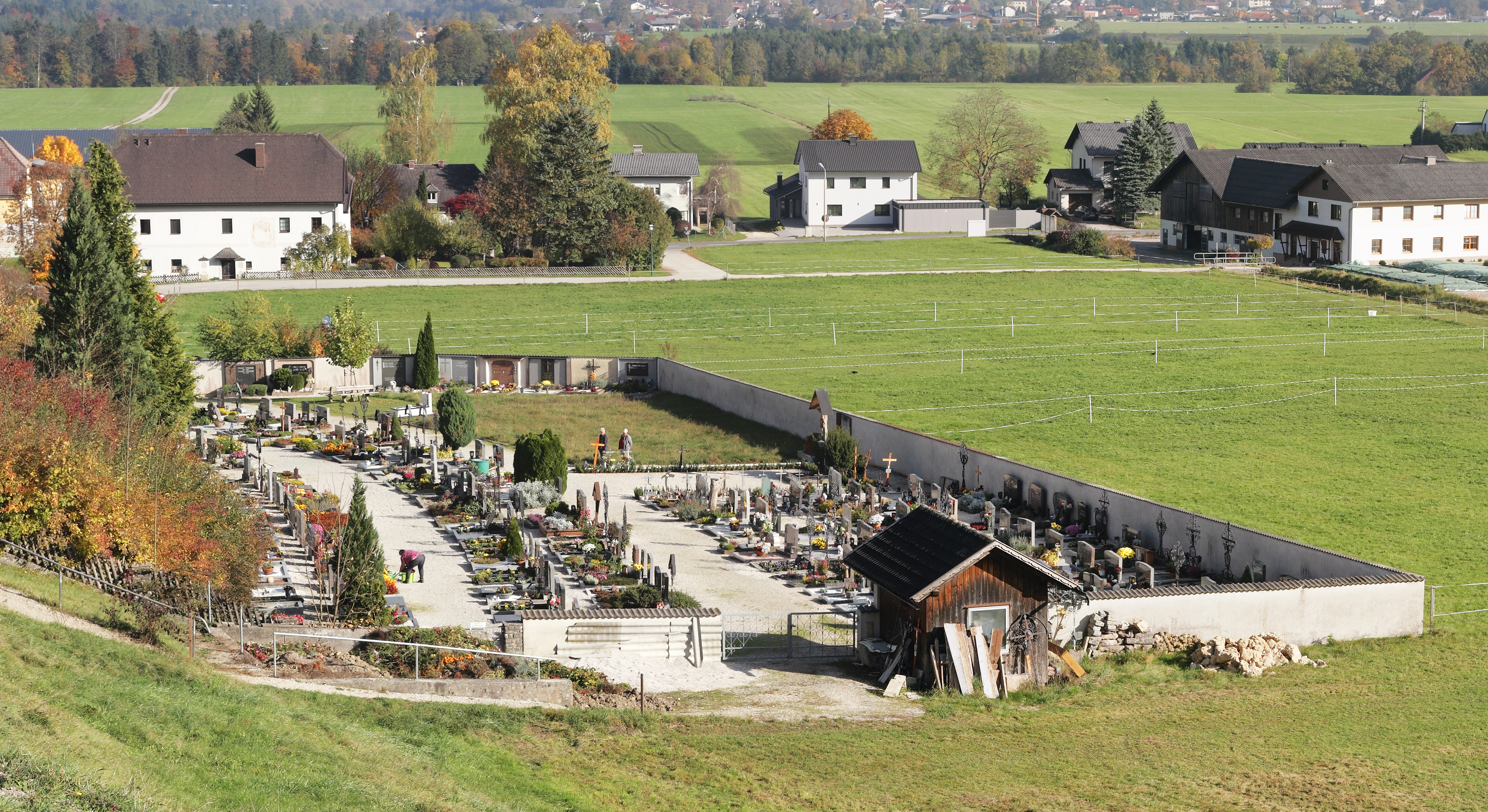
Unterer Friedhof (Blick von der Hambaumstraße)
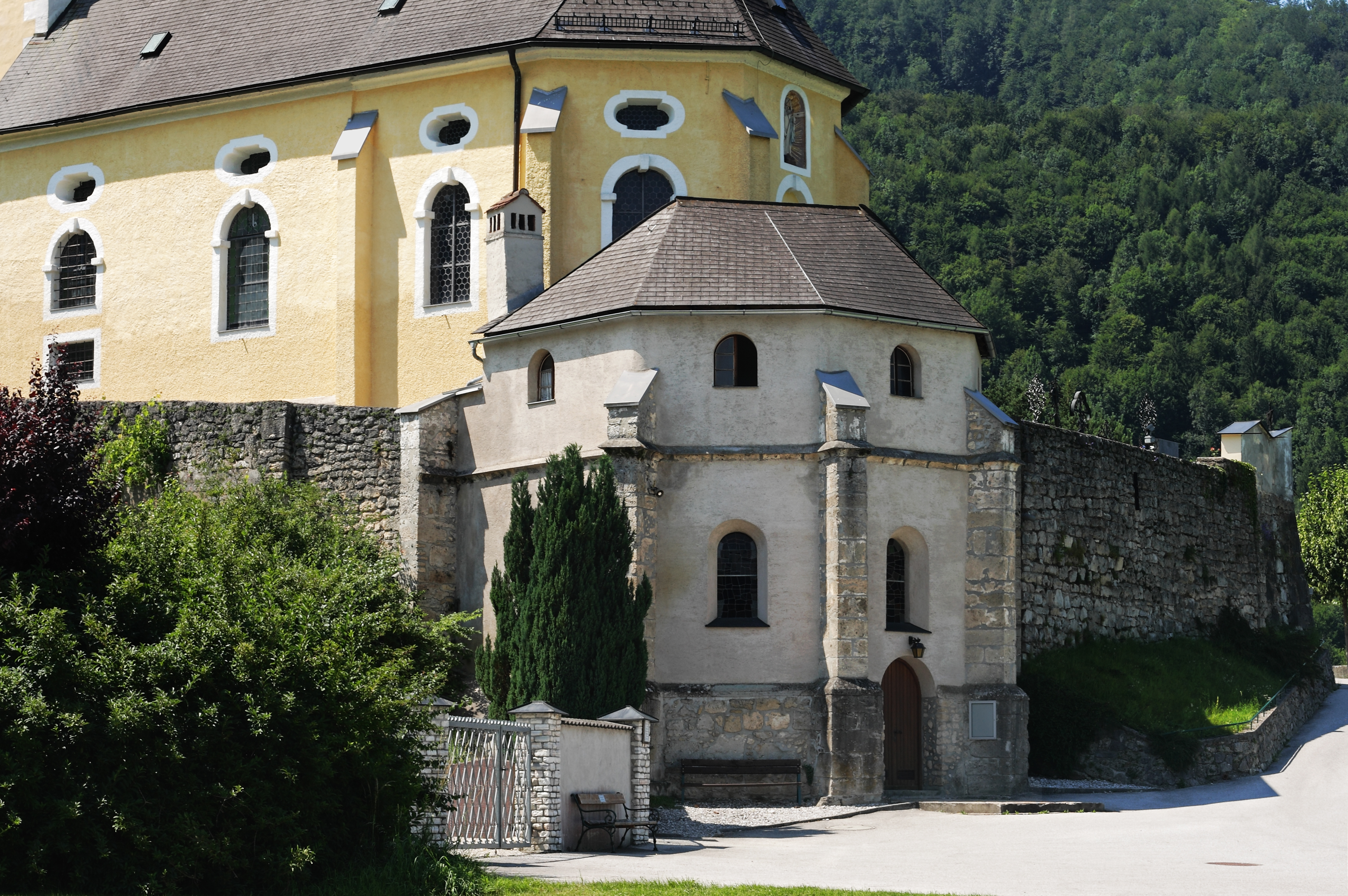
Aufbahrungshalle
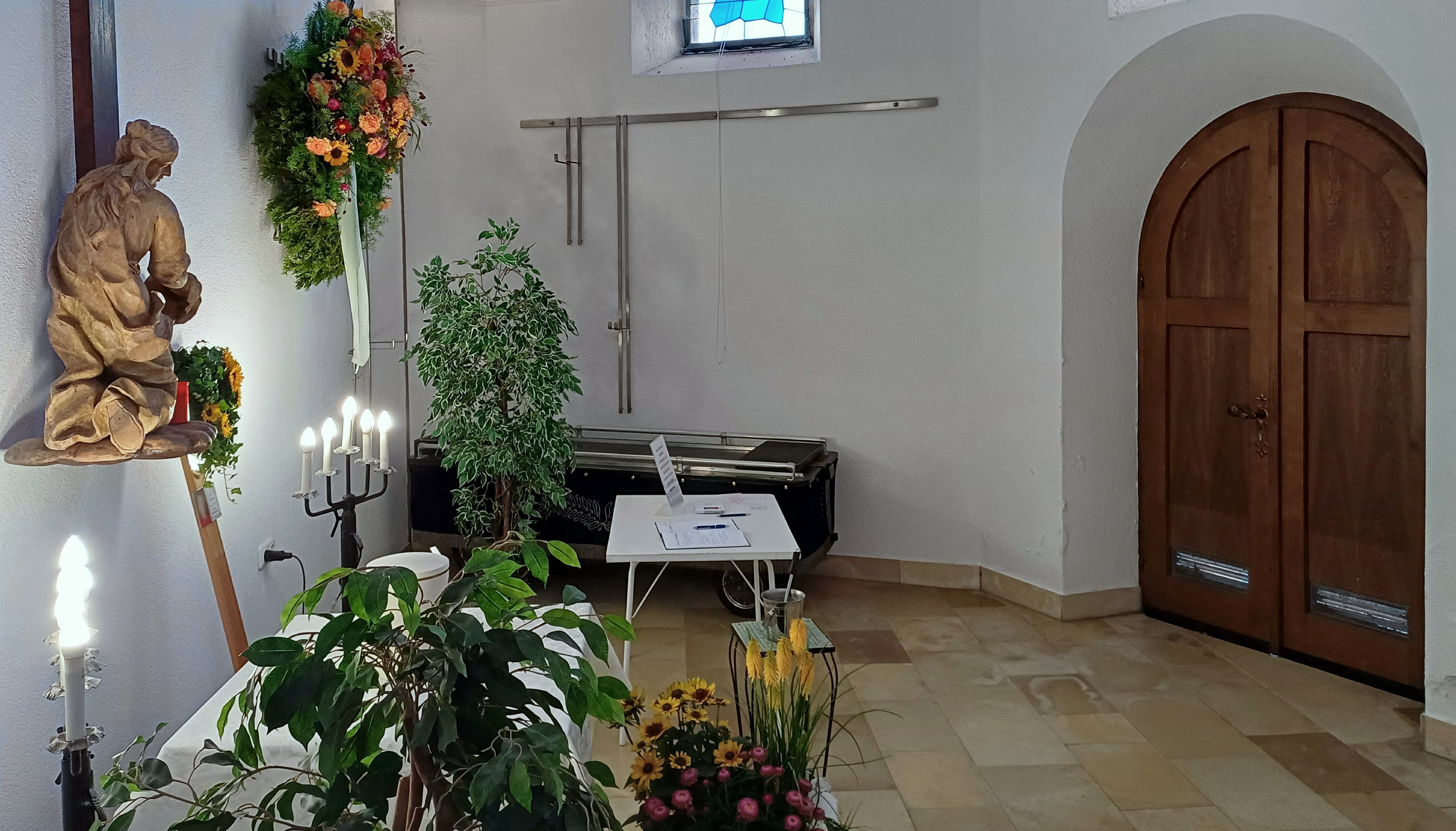
Inneres der Aufbahrungshalle
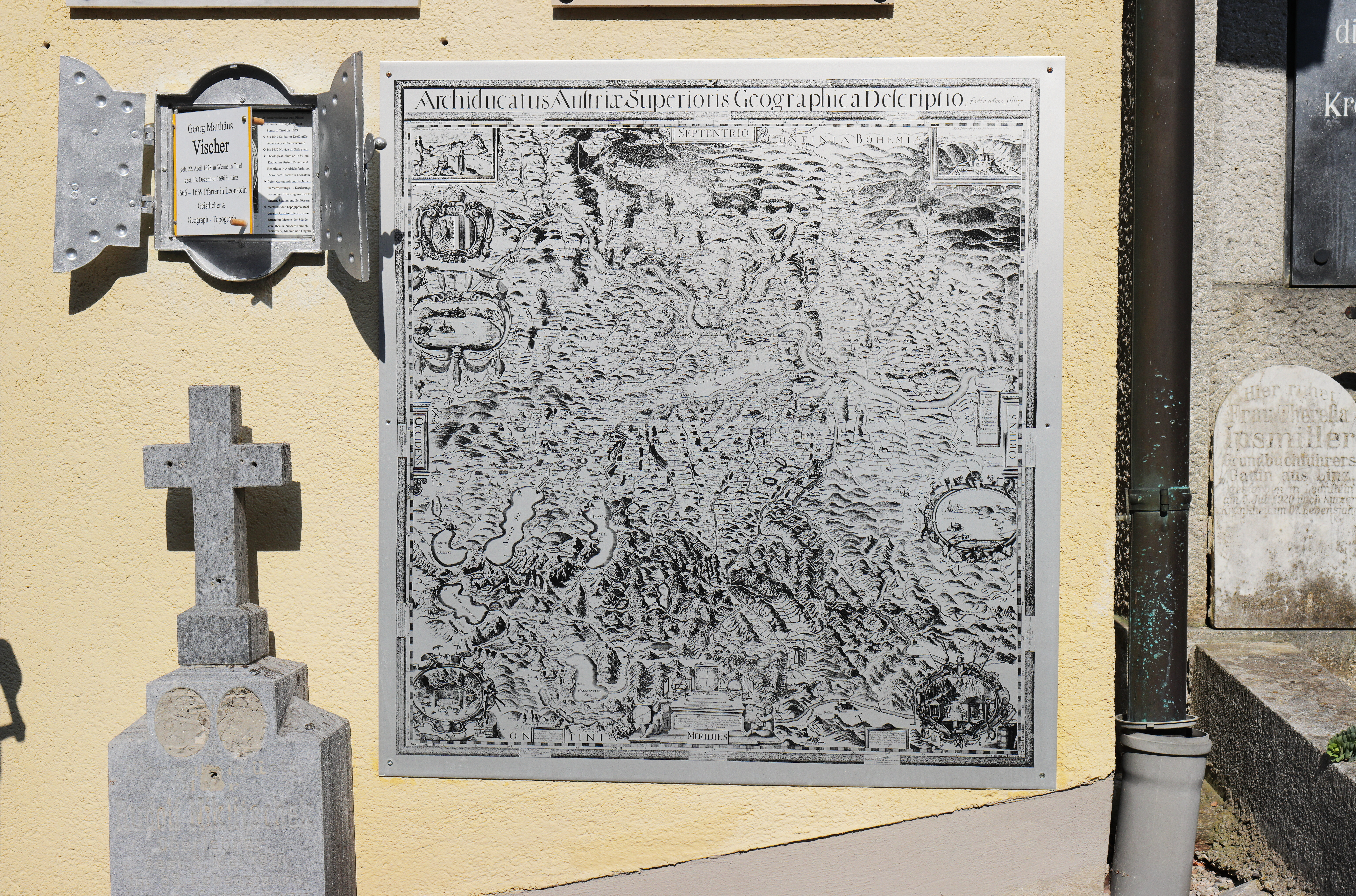
Ehrenmal für Georg Matthäus Vischer
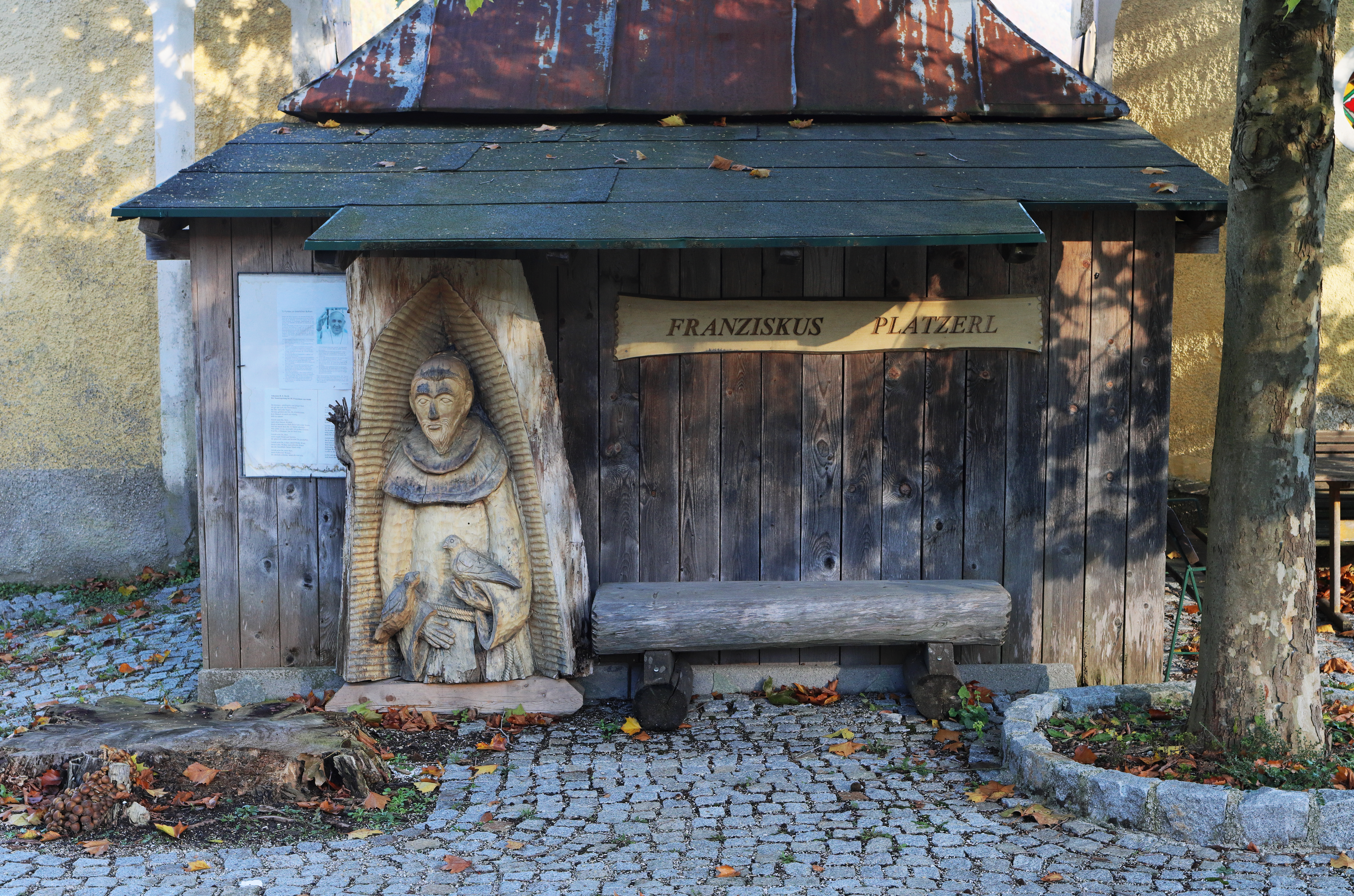
Franziskus-Skulptur, November 2023